# Гардін (округ, Айова)
Шаблон:StateAbbr_ 42°22′26″ пн. ш. 93°14′41″ зх. д. / 42.373888888889° пн. ш. 93.244722222222° зх. д.
Округ Гардін (англ. Hardin County) — округ (графство) у штаті  Айова, США. Ідентифікатор округу 19083.

## Історія
Округ утворений 1851 року.

## Демографія
За даними перепису 2000 року загальне населення округу становило 18812 осіб, зокрема міського населення було 4908, а сільського — 13904. Серед мешканців округу чоловіків було 9200, а жінок — 9612. В окрузі було 7628 домогосподарств, 5085 родин, які мешкали в 8318 будинках. Середній розмір родини становив 2,91.
Віковий розподіл населення поданий у таблиці:
| Стать    | До 15 років | 15—21 | 22—29 | 30—39 | 40—49 | 50—65 | 65—85 | Понад 85 |
| -------- | ----------- | ----- | ----- | ----- | ----- | ----- | ----- | -------- |
| Чоловіки | 1818        | 1277  | 690   | 1059  | 1432  | 1395  | 1342  | 187      |
| Жінки    | 1727        | 915   | 654   | 1107  | 1347  | 1505  | 1858  | 499      |

## Суміжні округи
- Франклін — північ
- Батлер — північний схід
- Гранді — схід
- Маршалл — південний схід
- Сторі — південний захід
- Гамільтон — захід

## Виноски
1. ↑  U.S. Decennial Census. United States Census Bureau. Архів оригіналу за 12 травня 2015. Процитовано 17 липня 2014.
2. ↑  Historical Census Browser. University of Virginia Library. Архів оригіналу за 11 серпня 2012. Процитовано 17 липня 2014.
3. ↑  Population of Counties by Decennial Census: 1900 to 1990. United States Census Bureau. Архів оригіналу за 22 квітня 2014. Процитовано 17 липня 2014.
4. ↑  Census 2000 PHC-T-4. Ranking Tables for Counties: 1990 and 2000 (PDF). United States Census Bureau. Архів оригіналу (PDF) за 18 грудня 2014. Процитовано 17 липня 2014.
5. ↑  State & County QuickFacts. United States Census Bureau. Архів оригіналу за 7 червня 2011. Процитовано 17 липня 2014.(англ.) Наведено за англійською вікіпедією.
6. ↑  American FactFinder. Бюро перепису населення США. Архів оригіналу за 21 травня 2008. Процитовано 31 січня 2008.

| США | Це незавершена стаття з географії США. Ви можете допомогти проєкту, виправивши або дописавши її. |